# サザエさんの赤ちゃん誕生
『サザエさんの赤ちゃん誕生』（サザエさんのあかちゃんたんじょう）は、1960年（昭和35年）2月28日に公開された日本映画である。製作は宝塚映画製作所（のちの宝塚映像）、配給は東宝。カラー、東宝スコープ。

## 概要
シリーズ第8作目。今回は、サザエに赤ん坊・タラオ（タラちゃん）が生まれてからの騒動を描く。

## ストーリー
サザエに男の子が生まれた。病室にマスオや磯野家、さらにマスオの妹・タイ子が見舞いに来てくれた。そして赤ん坊の名前は「タラオ」に決まった。
やがて、タイ子の恋人・辰野乙彦が訪れて来た。目下インターン中で、専門は小児科に決めたと言う。辰野はタラオを健康診断し、「日本脳炎かもしれない。それに、小児麻痺の恐れもある」と言い出した。それを聞くなり、舟はショックで卒倒してしまった。だがそれはサザエと辰野のお芝居。ともかく、辰野とタイ子は婚約することが出来た。
それから数日、サザエはタラオのことにかかりきりなので、マスオは面白くない。そこで舟は「タラオは預かるから、温泉に行くように」と勧めた。二人は出かけたが、やはりタラオのことが気になる。そこで電話をかけると、「ワカメがタラオを抱いたまま、どこかへいなくなった!」と返事が来たため、大慌てで帰宅した。ところが、磯野家では皆のんびりしている。

## スタッフ
- 製作：杉原貞雄
- 監督：青柳信雄
- 原作：長谷川町子
- 脚本：笠原良三、蓮池義雄
- 音楽：神津善行
- 撮影：西垣六郎
- 照明：下村一夫
- 美術監督：北猛夫
- 録音：中川浩一

## キャスト
- フグ田サザエ：江利チエミ
- フグ田マスオ：小泉博
- イソ野波平：藤原釜足
- イソ野フネ：清川虹子
- イソ野カツオ：白田肇
- イソ野ワカメ：猿若久美恵
- フグ田タイ子（マスオの妹）：白川由美
- 辰野：江原達怡
- 山中老人：柳家金語楼
- 岩雄：有島一郎
- 白洲いり子：柳川慶子
- おけい：梅野公子
- 雲丹：由利徹
- 梶本：南利明
- 草谷：八波むと志
- 海老名：立原博
- 医者：佐々十郎
- 金髪の夫人：リンダ・ビーチ
- ヘルダ：佐渡絹子
- ルミ子：環三千世
- 看護婦：若水ヤエ子*劇中では「カンゴシ」と呼ばれている。
- 多胡夫人：一の宮あつ子
- 浪川夫人：津川あけみ
- お爺さん：森川信
- お婆さん：沢村いき雄
- タクシーの運転手：仲塚雅哉
- 若い夫：柳沢真一
- 若い妻：峯京子
- お菓子屋のかみさん：汐風享子
- 御用聞き：茶川一郎、芦屋小雁、芦屋雁之助
- 押し売り：守住清
- 女中：西川富美子

## 同時上映
- 『嵐を呼ぶ楽団』 - 監督井上梅次、主演宝田明、製作宝塚映画製作所